# Natürlich die Autofahrer

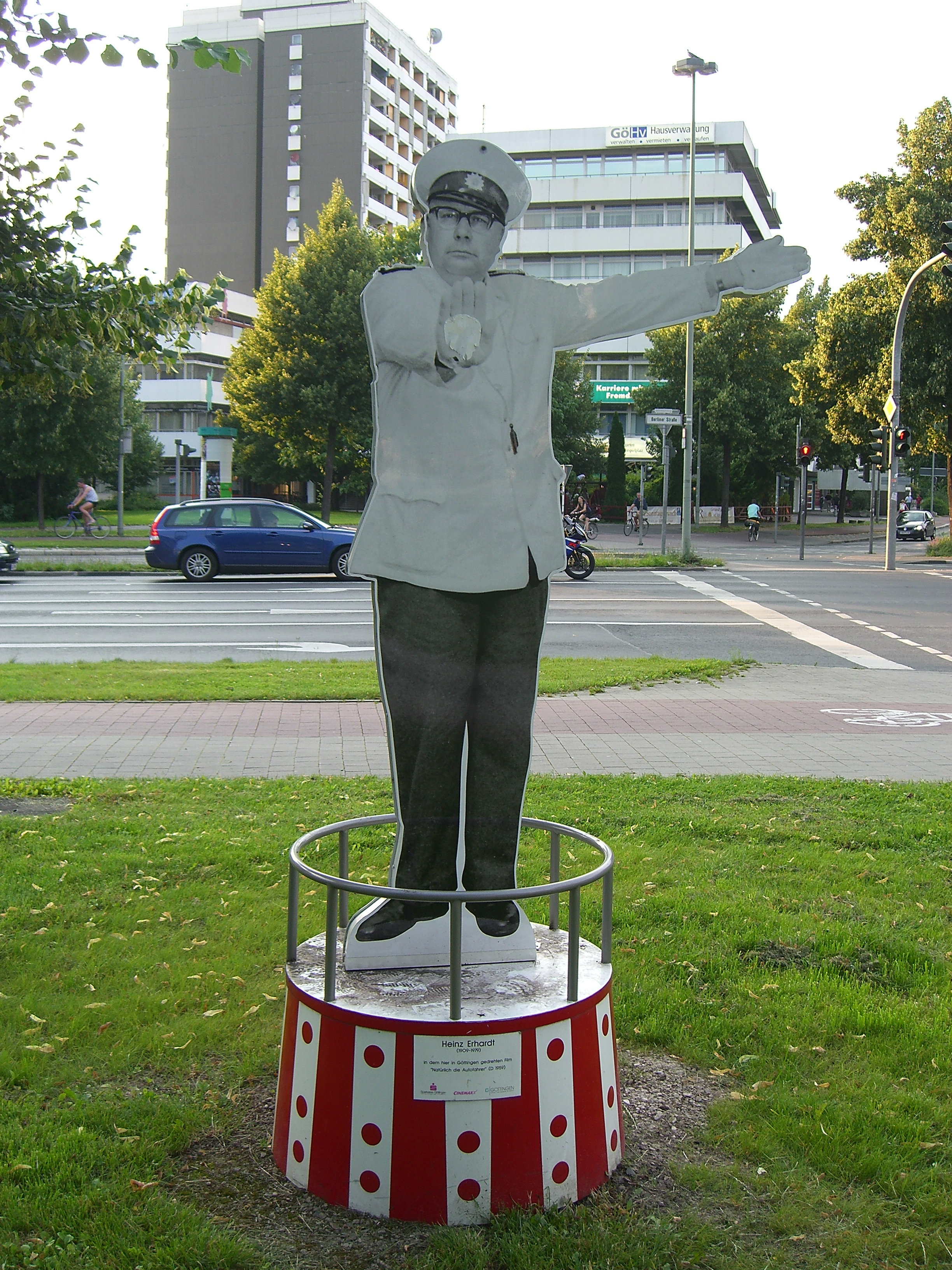
Denkmal in Göttingen für Heinz Erhardt

Natürlich die Autofahrer ist ein deutscher Film mit Heinz Erhardt in der Hauptrolle. Regie führte Erich Engels. Der Film feierte seine Premiere am 20. August 1959 in den westdeutschen Kinos.

## Inhalt
Polizeihauptwachtmeister Eberhard Dobermann ist ein Pedant. Liebenswürdig, aber konsequent führt Dobermann seinen Dienst an einer Verkehrskreuzung. Nicht einmal der Polizeipräsident bleibt von seiner Korrektheit verschont. Im Privaten ist Eberhard Dobermann ein biederer Bürger mit frisch erbautem Eigenheim in einem typischen 1950er-Jahre-Neubauviertel, ein Witwer mit zwei Kindern, der freundschaftlich mit der Blumenhändlerin und Witwe Jutta Schmalbach verbunden ist.
Jutta würde Eberhard gerne heiraten, aber Eberhard macht keine Anstalten für einen Heiratsantrag. Seine Tochter ist in Walter Schliewen verliebt, einen Rennfahrer und Sohn eines Autohändlers, der mit hübschen Frauen Probefahrten macht. Walter ist Dobermann schon zweimal negativ aufgefallen, weshalb letzterer ihn von seiner Tochter Karin fernhalten möchte.
Jutta Schmalbach versucht nun, Eberhard Dobermann dadurch eifersüchtig zu machen, dass sie sich von Dobermanns Nachbarn, dem Ingenieur Karl Bierbaum, zu einer Reise nach Mallorca einladen lässt, während Walter und Karin eine kleine Intrige spinnen: Ein Auto, das Walter zufällig als Losgewinn erhält, schenkt er Karin, und diese schiebt den Losgewinn ihrem Vater unter.
Eberhard Dobermann, der ein bekennender Nichtautofahrer ist und keinen Führerschein besitzt, wird – ebenfalls auf Betreiben von Walter – gezwungen, den Führerschein zu machen, um in den Besitz des Autos zu kommen. Also nimmt er heimlich Fahrunterricht. Zu allem Unbill ist ausgerechnet der Ingenieur Bierbaum, sein Rivale, auch sein Fahrprüfer. Dobermann meistert aber die Situation durch eine Verfolgung vermeintlicher Bankräuber, nach der Bierbaum so entnervt ist, dass er ihn bestehen lässt.
Höchst geladen erscheint Dobermann bei Jutta und stellt sie wegen der geplanten Reise zur Rede. Ungeplant macht er ihr dabei einen Heiratsantrag: „Und weißt Du, was ich dann mache? Dann heirate ich Dich eben und dann verbiete ich Dir die Reise.“ Damit hat Jutta ihr Ziel erreicht. Zum Happy End bekommt Dobermann auch noch seinen Führerschein, erhält das Auto, und Karin bekommt ihren Walter. Der Film schließt mit einer Polizeikontrolle bei einer gemeinsamen Probefahrt: Ein Verkehrspolizist (Ralf Wolter) bemerkt freundlich, dass Dobermann statt der in einer Wohnstraße erlaubten 30 km/h leider 60 km/h gefahren ist, und kassiert dafür ihm ein Bußgeld von fünf Mark.

## Drehorte
Die Innenaufnahmen wurden im Filmatelier Göttingen gedreht, die Außenaufnahmen in Göttingen und Kassel.
In Göttingen sind unter anderem der Theaterplatz, der Maschmühlenweg, das Weender Tor und die Weender Landstraße 6 bis 10 – vormals Opel-Autohallen – zu sehen, weshalb am Weender Tor der Heinz-Erhardt-Platz nach Erhardt benannt wurde. Das Eigenheim der Dobermanns steht in der Göttinger Oststadt in der Straße Guldenhagen, Ecke Käthe-Kollwitz-Weg. Das Haus des Ingenieurs Bierbaum befindet sich schräg gegenüber im Käthe-Kollwitz-Weg. Die Szene der Fahrbahnquerung einer älteren Dame wurde vor der Christuskirche auf der Friedrich-Naumann-Straße gedreht.
Drehorte in Kassel waren die Goethestraße, der Goethestern, die Wilhelmshöher Allee, die Pestalozzi-, die Lassalle- und die Herkulesstraße.

## Rezeption

### Kritiken
- Lexikon des internationalen Films: „Gutmütige kleine 50er-Jahre-Komödie.“[2]
- Rheinische Post: „Schmunzelfilm, der uns humorvoll den Spiegel vorhält.“

### Fernsehausstrahlung
Der Film wurde 1969 zum ersten Mal im Fernsehen ausgestrahlt. Die Ausstrahlung des Films im Jahr 1984 im ZDF sahen 20,67 Millionen Zuschauer.